# Дегтярёвка (Минская область)
Дегтярёвка (бел. Дзегцяроўка) — деревня в Ждановичском сельсовете, в 4 км на запад от Минска.

## История

### В ВКЛ и Речи Посполитой
В 1778 — деревня, 17 дворов, 79 жителей, собственность Володковича, в Минском повете и воеводстве ВКЛ.
В 1791 — деревня имения Ляховщизна, дворянская собственность, в Королищевичском приходе.

### В составе Российской империи
После Второго раздела Речи Посполитой (1793) в составе Российской империи.
В 1815 — деревня, 36 жителей муж.пола, собственность Ратинского (в 1858 — Гайдукевич).
В 1887 — открыта школа грамоты.
В 1897 — деревня, 27 дворов, 155 жителей, в Старосельской волости Минского уезда.

### После 1917
В 1917 — 22 двора, 138 жителей. С 20.8.1924 хутор в Ратомском с/с. В 1926 — 30 дворов, 147 жителей. С 20.1.1960 — в Ждановичском с/с.

### В настоящее время
В 2010 году было 131 хозяйство, 342 жителя.